# Сарангани
Сарангани (таг. Sarangani) — провинция на Филиппинах в регионе СОККСКСАРХЕН (Region XII) на острове Минданао. Административный центр — город Алабель. Провинция состоит из двух частей, разделённых бухтой Сарангани и городом Хенераль-Сантос-сити. Провинция возникла в 1992 году, выйдя из состава Южный Котабато.
Административное деление: 7 муниципалитетов. Дипломированных (выделенных) городов нет.

## Географическое положение
Координаты: 5°52′ северной широты, 125°17′ восточной долготы.
Граничит с Южным Котабато на севере, и Южным Давао на востоке. На юге омывается Морем Сулавеси.

## История
Первые поселенцы на территории провинции назывались «мунато», что переводится, как «первый народ».
Провинция возникла в 1992 г., выйдя из состава Южного Котабато.
Республиканский акт о создании новой провинции подписал конгрессмен Джеймс Чионгбиан. Его жена, Присцилла Чионгбиан, стала губернатором Сарангани.
В годы Второй мировой войны, вместе с населением всей страны, народ нынешней провинции Сарангани принимал участие в борьбе против японских оккупантов. В 1945 году японцы были побеждены в битве Котабато.
В Сарангани в 2008 году отметили 16 годовщину основания, был проведён «Фестиваль Мунато».

## Нынешние руководители
- губернатор — Мигель Рене Домингес,
- вице-губернатор — Стив Солон.

## Население
Численность населения — 498 904 человек (2010).
Плотность населения — 167,42 чел./км².
В последних выборах участвовало 222 912 избирателей.
Языки местного населения: английский, тагалог, себуано, хилигайнон, блаан.

## Административное деление
В административном отношении делится на 7 муниципалитетов:
| № | Муниципалитет (русс.) | Муниципалитет (ориг.) | Количество барангаи | Площадь, км² | Население, чел. (2010) | Плотность, чел./км² |
| - | --------------------- | --------------------- | ------------------- | ------------ | ---------------------- | ------------------- |
| 1 | Алабель               | (Alabel)              | 12                  | 495,70       | 71 872                 | 145                 |
| 2 | Глан                  | (Glan)                | 31                  | 697,6        | 102 676                | 147,1               |
| 3 | Киамба                | (Kiamba)              | 19                  | 418,28       | 56 916                 | 136,07              |
| 4 | Маасим                | (Maasim)              | 16                  | 500,43       | 52 983                 | 105,9               |
| 5 | Майтум                | (Maitum)              | 19                  | 324,35       | 37 736                 | 116,3               |
| 6 | Малапатан             | (Malapatan)           | 12                  | 624,56       | 65 605                 | 105,04              |
| 7 | Малунгон              | (Malungon)            | 31                  | 896,63       | 95 993                 | 107,05              |

## Экономика
В Сарангани производится большое количество пшеницы, кукурузы и различных энергоресуросов.